# Galianthe verbenoides
Galianthe verbenoides là một loài thực vật có hoa trong họ Thiến thảo. Loài này được (Cham. & Schltdl.) Griseb. mô tả khoa học đầu tiên năm 1879.